# کاظم‌آباد (دربقاضی)
کاظم‌آباد روستایی در دهستان دربقاضی بخش مرکزی شهرستان نیشابور استان خراسان رضوی ایران است.

## جمعیت
بر پایه سرشماری عمومی نفوس و مسکن در سال ۱۳۹۵ جمعیت این مکان ۵۰ نفر (۱۲خانوار) بوده‌است.